# Secret girls
「Secret girls」（シークレット･ガールズ）は、シークレットガールズのシングル。2012年3月21日にポニーキャニオンから発売。
ドラマ『シークレットガールズ』内に登場するアイドルグループ「シークレットガールズ」によるシングル作品。ドラマの劇中曲である3曲が収録されている。
初回限定盤・通常盤の2種リリース。初回限定盤に付属するDVDには、ミュージックビデオやダンス振り付けビデオのほか、2011年12月4日に東京ドームシティホールで開催されたライブ「トップ☆シークレットライブ」の模様が収録されている。初回生産分には両形態とも、トレーディングカード、共通イベント参加券、スペシャルグッズ抽選券が封入されている。

## 収録曲
1. GO! MY WAY! [4:51]
作詞・作曲：田中類 / 編曲：高橋浩一郎
2. A Little Star [4:19]
作詞：松原さらり / 作曲：石原理酉 / 編曲：高橋浩一郎
3. CHANGE THE WORLD [4:44]
作詞：松原さらり / 作曲：吉田裕之 / 編曲：高橋浩一郎
4. GO! MY WAY! （instrumental）
5. A Little Star （instrumental）
6. CHANGE THE WORLD （instrumental）

DVD
1. 「A Little Star」 Music Video
2. 「トップ☆シークレットライブ ＠TOKYO DOME CITY HALL」
3. ダンス振付ビデオ GO! MY WAY!／A Little Star／CHANGE THE WORLD
4. ジャケット＆Music Video撮影メイキング